# Ferdinando Farnese (vescovo di Sovana)
Ferdinando Farnese (fl. XVI secolo) è stato un vescovo cattolico italiano.

## Biografia
Ferdinando Farnese era figlio di Galeazzo Farnese e nipote del cardinale Alessandro Farnese, che in seguito diventerà papa con il nome di Paolo III. Venne nominato vescovo di Sovana il 26 aprile 1532 da papa Clemente VII, alla giovane età di ventitré anni, come sostiene l'Ughelli. Succedeva allo zio che aveva ricevuto per pochi giorni l'incarico di amministratore apostolico della diocesi. Poco dopo l'ascesa al soglio pontificio dello zio, avvenuta il 1º novembre 1534, rinunciò al vescovato e si dimise. Il suo successore nella diocesi sovanese, Carvajal Simoncelli, venne nominato il 26 febbraio 1535.

## Ascendenza
|                                                  |                                                       |                                             | Genitori                                           |  |  | Nonni |  |  | Bisnonni                                     |  |  | Trisnonni                               |  |
|                                                  |                                                       |                                             |                                                    |  |  |       |  |  | 8. Bartolomeo I Farnese, I signore di Latera |  |  | 16. Pietro Farnese, signore di Montalto |  |
|                                                  |                                                       |                                             |                                                    |  |  |       |  |  | 8. Bartolomeo I Farnese, I signore di Latera |  |  | 16. Pietro Farnese, signore di Montalto |  |
|                                                  |                                                       | 17. Pantasilea Dolci di Corbara             |                                                    |  |  |       |  |  | 8. Bartolomeo I Farnese, I signore di Latera |  |  |                                         |  |
| 4. Pier Bertoldo I Farnese, II signore di Latera |                                                       |                                             |                                                    |  |  |       |  |  | 8. Bartolomeo I Farnese, I signore di Latera |  |  |                                         |  |
|                                                  |                                                       | 9. Iolanda Monaldeschi                      | …                                                  |  |  |       |  |  |                                              |  |  |                                         |  |
|                                                  |                                                       | 9. Iolanda Monaldeschi                      | …                                                  |  |  |       |  |  |                                              |  |  |                                         |  |
|                                                  |                                                       | 9. Iolanda Monaldeschi                      | …                                                  |  |  |       |  |  |                                              |  |  |                                         |  |
| 2. Galeazzo I Farnese, I duca di Latera          |                                                       | 9. Iolanda Monaldeschi                      |                                                    |  |  |       |  |  |                                              |  |  |                                         |  |
|                                                  |                                                       | 10. Francesco dell'Anguillara               | 20. Everso II dell'Anguillara, conte di Anguillara |  |  |       |  |  |                                              |  |  |                                         |  |
|                                                  |                                                       | 10. Francesco dell'Anguillara               | 20. Everso II dell'Anguillara, conte di Anguillara |  |  |       |  |  |                                              |  |  |                                         |  |
|                                                  |                                                       | 10. Francesco dell'Anguillara               | 21. Francesca Orsini                               |  |  |       |  |  |                                              |  |  |                                         |  |
| 5. Battistina dell'Anguillara                    |                                                       | 10. Francesco dell'Anguillara               |                                                    |  |  |       |  |  |                                              |  |  |                                         |  |
|                                                  |                                                       | 11. Lucrezia Farnese                        | 22. Ranuccio Farnese, signore di Montalto          |  |  |       |  |  |                                              |  |  |                                         |  |
|                                                  |                                                       | 11. Lucrezia Farnese                        | 22. Ranuccio Farnese, signore di Montalto          |  |  |       |  |  |                                              |  |  |                                         |  |
|                                                  |                                                       | 11. Lucrezia Farnese                        | 23. Agnese Monaldeschi                             |  |  |       |  |  |                                              |  |  |                                         |  |
| 1. Ferdinando Farnese                            |                                                       | 11. Lucrezia Farnese                        |                                                    |  |  |       |  |  |                                              |  |  |                                         |  |
|                                                  | 12. Giovambattista dell'Anguillara, signore di Stabia | …                                           |                                                    |  |  |       |  |  |                                              |  |  |                                         |  |
|                                                  | 12. Giovambattista dell'Anguillara, signore di Stabia | …                                           |                                                    |  |  |       |  |  |                                              |  |  |                                         |  |
|                                                  | 12. Giovambattista dell'Anguillara, signore di Stabia | …                                           |                                                    |  |  |       |  |  |                                              |  |  |                                         |  |
| 6. Giuliano dell'Anguillara, conte di Stabia     | 12. Giovambattista dell'Anguillara, signore di Stabia |                                             |                                                    |  |  |       |  |  |                                              |  |  |                                         |  |
|                                                  |                                                       | …                                           | …                                                  |  |  |       |  |  |                                              |  |  |                                         |  |
|                                                  |                                                       | …                                           | …                                                  |  |  |       |  |  |                                              |  |  |                                         |  |
|                                                  |                                                       | …                                           | …                                                  |  |  |       |  |  |                                              |  |  |                                         |  |
| 3. Isabella dell'Anguillara                      |                                                       | …                                           |                                                    |  |  |       |  |  |                                              |  |  |                                         |  |
|                                                  |                                                       | 14. Pier Luigi Farnese, signore di Montalto | 28. Ranuccio Farnese, signore di Montalto (= 22.)  |  |  |       |  |  |                                              |  |  |                                         |  |
|                                                  |                                                       | 14. Pier Luigi Farnese, signore di Montalto | 28. Ranuccio Farnese, signore di Montalto (= 22.)  |  |  |       |  |  |                                              |  |  |                                         |  |
|                                                  |                                                       | 14. Pier Luigi Farnese, signore di Montalto | 29. Agnese Monaldeschi (= 23.)                     |  |  |       |  |  |                                              |  |  |                                         |  |
| 7. Girolama Farnese                              |                                                       | 14. Pier Luigi Farnese, signore di Montalto |                                                    |  |  |       |  |  |                                              |  |  |                                         |  |
|                                                  |                                                       | 15. Giovanna Caetani di Sermoneta           | 30. Onorato II Caetani, VII signore di Sermoneta   |  |  |       |  |  |                                              |  |  |                                         |  |
|                                                  |                                                       | 15. Giovanna Caetani di Sermoneta           | 30. Onorato II Caetani, VII signore di Sermoneta   |  |  |       |  |  |                                              |  |  |                                         |  |
|                                                  |                                                       | 15. Giovanna Caetani di Sermoneta           | 31. Caterina Orsini di Gravina                     |  |  |       |  |  |                                              |  |  |                                         |  |
|                                                  |                                                       | 15. Giovanna Caetani di Sermoneta           |                                                    |  |  |       |  |  |                                              |  |  |                                         |  |